# Brassens chante Bruant, Colpi, Musset, Nadaud, Norge
Albums de Georges Brassens
Georges Brassens chante les chansons de sa jeunesse
(1982) Chansons de 1952 à 1976
(1986)
Georges Brassens chante Bruant, Colpi, Musset, Nadaud, Norge est un album posthume du poète et auteur-compositeur-interprète français Georges Brassens, sorti en 1983.
Les documents contenus dans cet album sont extraits de la série d'émissions d'Europe 1 « Pirouettes » de 1979, sauf les chansons Maman, Papa, Élégie à un rat de cave et Heureux qui comme Ulysse.
Maman, Papa est une chanson en duo avec Patachou, enregistrée en 1953 et initialement présente sur l’album 25 cm Patachou chante Brassens.
Élégie à un rat de cave est une chanson issue de l'album Brassens-Moustache jouent Brassens en jazz sorti en 1979.
Heureux qui comme Ulysse est la chanson du film homonyme réalisé en 1970 par Henri Colpi, un ami de Georges Brassens.
Trois titres ici chantés par Brassens sont des reprises de chansons écrites par Aristide Bruant : Belleville-Ménilmontant, À la place Maubert et À la goutte d’Or.
Le titre ici nommé Places de Paris est indûment attribué à Aristide Bruant sur la pochette de l'édition originale 33 tours ; il s'agit en fait de la chanson Ballade des places de Paris de Lucien Boyer et Adolphe-Stanislas Zmigryden, comme le précise la réédition de 2001 en CD.

## Liste des titres
| 1.    | Belleville-Ménilmontant         | Aristide Bruant          | Aristide Bruant  | 2:22 |
| 2.    | Places de Paris                 | Lucien Boyer             | Adolf Stanislas  | 3:50 |
| 3.    | À la place Maubert              | Aristide Bruant          | Aristide Bruant  | 2:37 |
| 4.    | À la Goutte d’Or                | Aristide Bruant          | Aristide Bruant  | 2:23 |
| 5.    | Maman, papa (duo avec Patachou) | Georges Brassens         | Georges Brassens | 2:05 |
| 6.    | Élégie à un rat de cave         | Georges Brassens         | Georges Brassens | 3:47 |
| 7.    | Carcassonne                     | Poème de Gustave Nadaud  | Georges Brassens | 2:10 |
| 8.    | Le Roi boiteux                  | Poème de Gustave Nadaud  | Georges Brassens | 1:35 |
| 9.    | Jehan l'advenu                  | Géo Norge                | Jacques Yvart    | 1:34 |
| 10.   | Ballade à la lune               | Poème d'Alfred de Musset | Georges Brassens | 2:30 |
| 11.   | À mon frère revenant d'Italie   | Poème d'Alfred de Musset | Georges Brassens | 4:53 |
| 12.   | Heureux qui comme Ulysse        | Henri Colpi              | Georges Delerue  | 2:13 |
| 32:40 |                                 |                          |                  |      |